# خرچنگ مودار
خرچنگ مودار (نام علمی: Pilumnus) نام یک سرده از فروراسته خرچنگ است.